# 替代偏误
替代偏差（substitution bias），又称替代偏误，是经济指数统计时可能出现的偏差之一。
替代偏差经常发生在消费者物价指数统计中。消费者物价指数测量的对象是一定数量的居民日用商品和服务的价格变化加权平均值，假设在一定时间内消费者的消费喜好保持不变，即各项商品和服务价格的权数不变。但是，实际中，售价较低的商品和服务会吸引更多的消费者。因此，替代偏差就发生了。因为消费者改变他们的消费喜好，消费者物价指数统计中的各项商品和服务的消费数量、比重发生了变化，导致消费者物价指数往往高估了单一商品或服务的价格上涨对消费者生活的影响。